# Mały Wołowiec
Mały Wołowiec lub Mały Kozioł (niem. Kleiner Ochsenkopf, 720 m n.p.m.) – wzniesienie w Sudetach Środkowych, w Górach Wałbrzyskich, w pasmie Gór Czarnych.

## Położenie
Wzniesienie położone na terenie w południowo-wschodniej części Gór Wałbrzyskich, w paśmie Gór Czarnych, na południowy wschód od Wałbrzycha.
Jest to powulkaniczne wzniesienie zbudowane ze skał wylewnych – porfirów oraz ich tufów, w kształcie małego stożka wyrastającego z północnego zbocza Wołowca, z kopulastą częścią szczytową i niewyraźnie zaznaczonym wierzchołkiem. Zbocze wschodnie i zachodnie jest strome. Zbocze południowe w części grzbietowej, opada w dół około 20 m względem wierzchołka i przechodzi w strome północne zbocze Wołowca (776 m n.p.m.), a zbocze północne opada łagodnie i przechodzi w niewielkie południowe zbocze Dłużyny (685 m n.p.m.).
Wzniesienie w całości porośnięte jest lasem regla dolnego, a na skalistym szczycie rosną zniekształcone buki.
Poniżej szczytu u podnóża północno-zachodniego zbocza na wysokości około 600 m n.p.m. wyrobisko kamieniołomu porfirów.
Poniżej szczytu pod północnym zboczem góry, na poziomie 540 m n.p.m. przechodzą dwa równoległe tunele na trasie kolejowej Wałbrzych – Kłodzko (tunele pod Małym Wołowcem). Pierwszy tunel o długości 1560 m drążono w latach 1876–1879, drugi tunel równoległy o długości 1601 m wykonano w latach 1909–1911. W okresie II wojny światowej tunele wykorzystywano jako schron dla specjalnych pociągów.
Wzniesienie położone na terenie Parku Krajobrazowego Sudetów Wałbrzyskich.

## Turystyka
Przez górę prowadzą szlaki turystyczne:
- niebieski – fragment szlaku z Wałbrzycha przez Przełęcz pod Borową do Sokołowska.
- przechodzący grzbietem góry fragment szlaku ze stacji Wałbrzych Główny do Rusinowej